# Буданова, Вера Павловна
Ве́ра Па́вловна Буда́нова (род. 18 января 1948) — советский и российский историк, антиковед и медиевистка. Доктор исторических наук (1994), профессор (2002). Главный научный сотрудник Центра сравнительной истории и теории цивилизаций Института всеобщей истории РАН. Профессор РГГУ.
Лауреат премии имени Н. И. Кареева РАН (2012) за монографию «Варварский мир эпохи Великого переселения народов».

## Биография
Окончила исторический факультет Днепропетровского университета (1971) и аспирантуру Института археологии АН СССР (1974). Учителя: И. Ф. Ковалёва, Н. П. Ковальский, Э. А. Сымонович, Б. А. Рыбаков, Ю. К. Колосовская, Е. Ч. Скржинская.
С 1975 года работает в Институте всеобщей истории: младший научный сотрудник, с 1986 года научный сотрудник, с 1990 — старший научный сотрудник, с 1996 — ведущий научный сотрудник, с 2008 — главный научный сотрудник.
В 1984 году защитила кандидатскую диссертацию «Готы в Северном Причерноморье и на Балканах в III—IV вв.» (научный руководитель — Э. А. Сымонович). В 1994 году защитила докторскую диссертацию «Варварский мир на рубеже Античности и Средневековья».
С 1998 года по совместительству в РГГУ, профессор кафедры всеобщей истории факультета архивного дела Историко-архивного института; читает курсы лекций «История мировых цивилизаций» (Древний мир и Средние века). Член диссертационного совета РГГУ по историческим наукам.
Автор более трёхсот научных публикаций. Член Российской ассоциации антиковедов. Ответственный секретарь серии «Памятники исторической мысли». Член научно-экспертного совета «Новой российской энциклопедии».
Награждена медалями «Ветеран труда» и «В память 850-летия Москвы».

## Основные работы
- Передвижение готов в Северном Причерноморье и на Балканах в III в.: (по данным письменных источников) // Вестник древней истории. — 1982. — № 2. — С. 155—174.
- Готы в эпоху Великого переселения народов; отв. ред. Б. А. Рыбаков; АН СССР, Ин-т всеобщ. истории. — М.: Наука, 1990. — 231 с. То же. 2-е изд., испр. и доп. — СПб.: Алетейя, 1999. — 320 с. — (Византийская библиотека. Исследования).
- Этнонимия племен Западной Европы: рубеж античности и средневековья: [словарь] / Ин-т всеобщ. истории. — М.: ИВИ, 1991. — 285 с. То же. — 2-е изд. — М.: ИВИ, 1993. — 284 с.
- Этнонимия скифских, синдо-меотских и алано-сарматских племен времени Великого переселения народов // Ономастика и эпиграфика средневековой Восточной Европы и Византии: сб. ст. / Рос. акад. наук, Ин-т всеобщ. истории; отв. ред. В. П. Яйленко. — М.: ИВИ, 1993. — С. 187—263.
- «Ойум» в судьбе германских племенных элит //Элита и этнос средневековья: [сб. ст.] /Рос. акад. наук, Ин-т всеобщ. истории; [отв. ред. А. А. Сванидзе]. — М.: ИВИ, 1995. — С. 19-27. [чл. редкол. сб.]
- Контакты готов с племенами barbaricum solum и ранневизантийской империей // Византийская цивилизация в освещении российских ученых, 1947—1991 / Рос. акад. наук, Отд-ние истории, Ин-т всеобщ. истории; [сост. П. И. Жаворонков, Г. Г. Литаврин]. — М.: Ладомир, 1999. — С. 84-95.
- Варварский мир эпохи Великого переселения народов / [Рос. акад. наук. Ин-т всеобщ. истории]. — М.: Наука, 2000. — 540 с.
- Древние цивилизации: Египет, Ассирия, Иран, Индия, Китай, Греция, Месопотамия, Рим / Н. В. Александрова [и др.]. — М.: ОЛИСС: Эксмо, 2005. — 493 с. — (Всемирная история для школьников и студентов) [отв. ред. проекта «Всемирная история»].